# Copa Sudamericana 2006
Navigation
Édition précédente Édition suivante
La Copa Sudamericana 2006 est la 5e édition de la Copa Sudamericana. Cette compétition internationale de football regroupe des clubs d'Amérique du Sud, ainsi que trois formations de la CONCACAF, invitées par la confédération sud-américaine. Le vainqueur rencontre le club sacré en Copa Libertadores 2006 lors de la Recopa Sudamericana.
La compétition se déroule en deux phases. Une phase préliminaire permet de désigner, par pays ou par groupe de pays, les équipes qui participeront à la phase finale. Certaines équipes sont directement qualifiées pour la phase finale sans participer à ces tours préliminaires. Pour la phase finale, les équipes qualifiées s'affrontent dans un schéma classique de tours éliminatoires avec matchs aller et retour des huitièmes de finale jusqu'à la finale.
La finale débouche sur une surprise puisque c'est le club mexicain du CF Pachuca, qui participe en tant qu'invité, qui s'impose face aux Chiliens de Colo-Colo. C'est le second titre international de Pachuca, qui compte une Ligue des champions de la CONCACAF à son palmarès, alors que Colo Colo dispute sa troisième finale sud-américaine. L'attaquant de Colo-Colo Humberto Suazo est sacré meilleur buteur de la compétition avec un total record de dix réalisations.
Ce titre de Pachuca est historique puisque c'est à ce jour la seule fois qu'une formation d'Amérique centrale remporte une compétition organisée par la CONMEBOL.

## Participants
34 clubs de 12 pays différents - Argentine, Bolivie, Brésil, Chili, Colombie, Costa Rica, Équateur, Mexique, Paraguay, Pérou, Uruguay, Venezuela - participent à la Copa Sudamericana 2006. Le Mexique et le Costa Rica, qui font partie de la confédération nord-américaine de football, sont invités à prendre part à la compétition alors que les dix autres pays participent de droit à l'épreuve en tant que membres de la CONMEBOL. L'équipe argentine de CA Boca Juniors est qualifiée d'office en tant que tenant du titre. Les fédérations argentine et brésilienne envoient respectivement six (en plus de Boca Juniors) et huit représentants alors que les fédérations de football des autres pays envoient chacune deux équipes.
| Huitièmes de finale | Huitièmes de finale | Huitièmes de finale | Huitièmes de finale | Huitièmes de finale | Huitièmes de finale | Huitièmes de finale | Huitièmes de finale | Huitièmes de finale | Huitièmes de finale | Huitièmes de finale | Huitièmes de finale | Huitièmes de finale | Huitièmes de finale | Huitièmes de finale | Huitièmes de finale |
| --- | --- | --- | --- | --- | --- | --- | --- | --- | --- | --- | --- | --- | --- | --- | --- |
| - CA Boca Juniors - Tenant du titre - Gimnasia La Plata - 2e du classement cumulé 2005-2006 - CA River Plate - 3e du classement cumulé 2005-2006 | - CA Boca Juniors - Tenant du titre - Gimnasia La Plata - 2e du classement cumulé 2005-2006 - CA River Plate - 3e du classement cumulé 2005-2006 | - CA Boca Juniors - Tenant du titre - Gimnasia La Plata - 2e du classement cumulé 2005-2006 - CA River Plate - 3e du classement cumulé 2005-2006 | - CA Boca Juniors - Tenant du titre - Gimnasia La Plata - 2e du classement cumulé 2005-2006 - CA River Plate - 3e du classement cumulé 2005-2006 | - CA Boca Juniors - Tenant du titre - Gimnasia La Plata - 2e du classement cumulé 2005-2006 - CA River Plate - 3e du classement cumulé 2005-2006 | - CA Boca Juniors - Tenant du titre - Gimnasia La Plata - 2e du classement cumulé 2005-2006 - CA River Plate - 3e du classement cumulé 2005-2006 | - CA Boca Juniors - Tenant du titre - Gimnasia La Plata - 2e du classement cumulé 2005-2006 - CA River Plate - 3e du classement cumulé 2005-2006 | - CA Boca Juniors - Tenant du titre - Gimnasia La Plata - 2e du classement cumulé 2005-2006 - CA River Plate - 3e du classement cumulé 2005-2006 | - CF Pachuca - Vainqueur du tournoi Clôture 2006 - Deportivo Toluca - Vainqueur du tournoi Ouverture 2005 - LD Alajuelense - Champion du Costa Rica 2004-2005 | - CF Pachuca - Vainqueur du tournoi Clôture 2006 - Deportivo Toluca - Vainqueur du tournoi Ouverture 2005 - LD Alajuelense - Champion du Costa Rica 2004-2005 | - CF Pachuca - Vainqueur du tournoi Clôture 2006 - Deportivo Toluca - Vainqueur du tournoi Ouverture 2005 - LD Alajuelense - Champion du Costa Rica 2004-2005 | - CF Pachuca - Vainqueur du tournoi Clôture 2006 - Deportivo Toluca - Vainqueur du tournoi Ouverture 2005 - LD Alajuelense - Champion du Costa Rica 2004-2005 | - CF Pachuca - Vainqueur du tournoi Clôture 2006 - Deportivo Toluca - Vainqueur du tournoi Ouverture 2005 - LD Alajuelense - Champion du Costa Rica 2004-2005 | - CF Pachuca - Vainqueur du tournoi Clôture 2006 - Deportivo Toluca - Vainqueur du tournoi Ouverture 2005 - LD Alajuelense - Champion du Costa Rica 2004-2005 | - CF Pachuca - Vainqueur du tournoi Clôture 2006 - Deportivo Toluca - Vainqueur du tournoi Ouverture 2005 - LD Alajuelense - Champion du Costa Rica 2004-2005 | - CF Pachuca - Vainqueur du tournoi Clôture 2006 - Deportivo Toluca - Vainqueur du tournoi Ouverture 2005 - LD Alajuelense - Champion du Costa Rica 2004-2005 |
| Second tour | | | | | | | | | | | | | | | |
| - Club Atlético Banfield - 4e du classement cumulé 2005-2006 - Club Atlético Vélez Sarsfield - 5e du classement cumulé 2005-2006 - Club Atlético Lanús - 6e du classement cumulé 2005-2006 - CA San Lorenzo - 7e du classement cumulé 2005-2006 | - Club Atlético Banfield - 4e du classement cumulé 2005-2006 - Club Atlético Vélez Sarsfield - 5e du classement cumulé 2005-2006 - Club Atlético Lanús - 6e du classement cumulé 2005-2006 - CA San Lorenzo - 7e du classement cumulé 2005-2006 | - Club Atlético Banfield - 4e du classement cumulé 2005-2006 - Club Atlético Vélez Sarsfield - 5e du classement cumulé 2005-2006 - Club Atlético Lanús - 6e du classement cumulé 2005-2006 - CA San Lorenzo - 7e du classement cumulé 2005-2006 | - Club Atlético Banfield - 4e du classement cumulé 2005-2006 - Club Atlético Vélez Sarsfield - 5e du classement cumulé 2005-2006 - Club Atlético Lanús - 6e du classement cumulé 2005-2006 - CA San Lorenzo - 7e du classement cumulé 2005-2006 | - Club Atlético Banfield - 4e du classement cumulé 2005-2006 - Club Atlético Vélez Sarsfield - 5e du classement cumulé 2005-2006 - Club Atlético Lanús - 6e du classement cumulé 2005-2006 - CA San Lorenzo - 7e du classement cumulé 2005-2006 | - Club Atlético Banfield - 4e du classement cumulé 2005-2006 - Club Atlético Vélez Sarsfield - 5e du classement cumulé 2005-2006 - Club Atlético Lanús - 6e du classement cumulé 2005-2006 - CA San Lorenzo - 7e du classement cumulé 2005-2006 | - Club Atlético Banfield - 4e du classement cumulé 2005-2006 - Club Atlético Vélez Sarsfield - 5e du classement cumulé 2005-2006 - Club Atlético Lanús - 6e du classement cumulé 2005-2006 - CA San Lorenzo - 7e du classement cumulé 2005-2006 | - Club Atlético Banfield - 4e du classement cumulé 2005-2006 - Club Atlético Vélez Sarsfield - 5e du classement cumulé 2005-2006 - Club Atlético Lanús - 6e du classement cumulé 2005-2006 - CA San Lorenzo - 7e du classement cumulé 2005-2006 | - SC Corinthians - Champion du Brésil 2005 - Fluminense Football Club - 5e du championnat du Brésil 2005 - Clube Atlético Paranaense - 6e du championnat du Brésil 2005 - Paraná Clube - 7e du championnat du Brésil 2005 - Cruzeiro Esporte Clube - 8e du championnat du Brésil 2005 - Botafogo FR - 9e du championnat du Brésil 2005 - Santos FC - 10e du championnat du Brésil 2005 - CR Vasco da Gama - 12e du championnat du Brésil 2005 | - SC Corinthians - Champion du Brésil 2005 - Fluminense Football Club - 5e du championnat du Brésil 2005 - Clube Atlético Paranaense - 6e du championnat du Brésil 2005 - Paraná Clube - 7e du championnat du Brésil 2005 - Cruzeiro Esporte Clube - 8e du championnat du Brésil 2005 - Botafogo FR - 9e du championnat du Brésil 2005 - Santos FC - 10e du championnat du Brésil 2005 - CR Vasco da Gama - 12e du championnat du Brésil 2005 | - SC Corinthians - Champion du Brésil 2005 - Fluminense Football Club - 5e du championnat du Brésil 2005 - Clube Atlético Paranaense - 6e du championnat du Brésil 2005 - Paraná Clube - 7e du championnat du Brésil 2005 - Cruzeiro Esporte Clube - 8e du championnat du Brésil 2005 - Botafogo FR - 9e du championnat du Brésil 2005 - Santos FC - 10e du championnat du Brésil 2005 - CR Vasco da Gama - 12e du championnat du Brésil 2005 | - SC Corinthians - Champion du Brésil 2005 - Fluminense Football Club - 5e du championnat du Brésil 2005 - Clube Atlético Paranaense - 6e du championnat du Brésil 2005 - Paraná Clube - 7e du championnat du Brésil 2005 - Cruzeiro Esporte Clube - 8e du championnat du Brésil 2005 - Botafogo FR - 9e du championnat du Brésil 2005 - Santos FC - 10e du championnat du Brésil 2005 - CR Vasco da Gama - 12e du championnat du Brésil 2005 | - SC Corinthians - Champion du Brésil 2005 - Fluminense Football Club - 5e du championnat du Brésil 2005 - Clube Atlético Paranaense - 6e du championnat du Brésil 2005 - Paraná Clube - 7e du championnat du Brésil 2005 - Cruzeiro Esporte Clube - 8e du championnat du Brésil 2005 - Botafogo FR - 9e du championnat du Brésil 2005 - Santos FC - 10e du championnat du Brésil 2005 - CR Vasco da Gama - 12e du championnat du Brésil 2005 | - SC Corinthians - Champion du Brésil 2005 - Fluminense Football Club - 5e du championnat du Brésil 2005 - Clube Atlético Paranaense - 6e du championnat du Brésil 2005 - Paraná Clube - 7e du championnat du Brésil 2005 - Cruzeiro Esporte Clube - 8e du championnat du Brésil 2005 - Botafogo FR - 9e du championnat du Brésil 2005 - Santos FC - 10e du championnat du Brésil 2005 - CR Vasco da Gama - 12e du championnat du Brésil 2005 | - SC Corinthians - Champion du Brésil 2005 - Fluminense Football Club - 5e du championnat du Brésil 2005 - Clube Atlético Paranaense - 6e du championnat du Brésil 2005 - Paraná Clube - 7e du championnat du Brésil 2005 - Cruzeiro Esporte Clube - 8e du championnat du Brésil 2005 - Botafogo FR - 9e du championnat du Brésil 2005 - Santos FC - 10e du championnat du Brésil 2005 - CR Vasco da Gama - 12e du championnat du Brésil 2005 | - SC Corinthians - Champion du Brésil 2005 - Fluminense Football Club - 5e du championnat du Brésil 2005 - Clube Atlético Paranaense - 6e du championnat du Brésil 2005 - Paraná Clube - 7e du championnat du Brésil 2005 - Cruzeiro Esporte Clube - 8e du championnat du Brésil 2005 - Botafogo FR - 9e du championnat du Brésil 2005 - Santos FC - 10e du championnat du Brésil 2005 - CR Vasco da Gama - 12e du championnat du Brésil 2005 |
| Premier tour | | | | | | | | | | | | | | | |
| - Universitario de Sucre - 3e du Tournoi Ouverture 2005 - Club Bolívar - 2e du Tournoi Ouverture 2005 - CSD Colo Colo - Meilleur club de la 1re phase du Tournoi d'Ouverture 2006 - Club Deportivo Huachipato - Second meilleur club de la 1re phase du Tournoi d'Ouverture 2006 - Independiente Medellin - 4e du classement cumulé 2005 - Deportes Tolima - 5e du classement cumulé 2005 - LDU Quito - Vainqueur du tournoi Ouverture 2006 - Club Deportivo El Nacional - 2e du tournoi Ouverture 2006 | - Universitario de Sucre - 3e du Tournoi Ouverture 2005 - Club Bolívar - 2e du Tournoi Ouverture 2005 - CSD Colo Colo - Meilleur club de la 1re phase du Tournoi d'Ouverture 2006 - Club Deportivo Huachipato - Second meilleur club de la 1re phase du Tournoi d'Ouverture 2006 - Independiente Medellin - 4e du classement cumulé 2005 - Deportes Tolima - 5e du classement cumulé 2005 - LDU Quito - Vainqueur du tournoi Ouverture 2006 - Club Deportivo El Nacional - 2e du tournoi Ouverture 2006 | - Universitario de Sucre - 3e du Tournoi Ouverture 2005 - Club Bolívar - 2e du Tournoi Ouverture 2005 - CSD Colo Colo - Meilleur club de la 1re phase du Tournoi d'Ouverture 2006 - Club Deportivo Huachipato - Second meilleur club de la 1re phase du Tournoi d'Ouverture 2006 - Independiente Medellin - 4e du classement cumulé 2005 - Deportes Tolima - 5e du classement cumulé 2005 - LDU Quito - Vainqueur du tournoi Ouverture 2006 - Club Deportivo El Nacional - 2e du tournoi Ouverture 2006 | - Universitario de Sucre - 3e du Tournoi Ouverture 2005 - Club Bolívar - 2e du Tournoi Ouverture 2005 - CSD Colo Colo - Meilleur club de la 1re phase du Tournoi d'Ouverture 2006 - Club Deportivo Huachipato - Second meilleur club de la 1re phase du Tournoi d'Ouverture 2006 - Independiente Medellin - 4e du classement cumulé 2005 - Deportes Tolima - 5e du classement cumulé 2005 - LDU Quito - Vainqueur du tournoi Ouverture 2006 - Club Deportivo El Nacional - 2e du tournoi Ouverture 2006 | - Universitario de Sucre - 3e du Tournoi Ouverture 2005 - Club Bolívar - 2e du Tournoi Ouverture 2005 - CSD Colo Colo - Meilleur club de la 1re phase du Tournoi d'Ouverture 2006 - Club Deportivo Huachipato - Second meilleur club de la 1re phase du Tournoi d'Ouverture 2006 - Independiente Medellin - 4e du classement cumulé 2005 - Deportes Tolima - 5e du classement cumulé 2005 - LDU Quito - Vainqueur du tournoi Ouverture 2006 - Club Deportivo El Nacional - 2e du tournoi Ouverture 2006 | - Universitario de Sucre - 3e du Tournoi Ouverture 2005 - Club Bolívar - 2e du Tournoi Ouverture 2005 - CSD Colo Colo - Meilleur club de la 1re phase du Tournoi d'Ouverture 2006 - Club Deportivo Huachipato - Second meilleur club de la 1re phase du Tournoi d'Ouverture 2006 - Independiente Medellin - 4e du classement cumulé 2005 - Deportes Tolima - 5e du classement cumulé 2005 - LDU Quito - Vainqueur du tournoi Ouverture 2006 - Club Deportivo El Nacional - 2e du tournoi Ouverture 2006 | - Universitario de Sucre - 3e du Tournoi Ouverture 2005 - Club Bolívar - 2e du Tournoi Ouverture 2005 - CSD Colo Colo - Meilleur club de la 1re phase du Tournoi d'Ouverture 2006 - Club Deportivo Huachipato - Second meilleur club de la 1re phase du Tournoi d'Ouverture 2006 - Independiente Medellin - 4e du classement cumulé 2005 - Deportes Tolima - 5e du classement cumulé 2005 - LDU Quito - Vainqueur du tournoi Ouverture 2006 - Club Deportivo El Nacional - 2e du tournoi Ouverture 2006 | - Universitario de Sucre - 3e du Tournoi Ouverture 2005 - Club Bolívar - 2e du Tournoi Ouverture 2005 - CSD Colo Colo - Meilleur club de la 1re phase du Tournoi d'Ouverture 2006 - Club Deportivo Huachipato - Second meilleur club de la 1re phase du Tournoi d'Ouverture 2006 - Independiente Medellin - 4e du classement cumulé 2005 - Deportes Tolima - 5e du classement cumulé 2005 - LDU Quito - Vainqueur du tournoi Ouverture 2006 - Club Deportivo El Nacional - 2e du tournoi Ouverture 2006 | - Cerro Porteño - Champion du Paraguay 2005 - Club Libertad - Vainqueur du barrage pré-Sudamericana - Universidad San Martin - 4e du classement cumulé 2005 - Club Coronel Bolognesi - 5e du classement cumulé 2005 - Club Nacional de Football - Champion d'Uruguay 2005-2006 - Central Español - 4e de la Liguilla 2005-2006 - Carabobo FC - 4e du classement cumulé 2005-2006 - Mineros de Guayana - 5e du classement cumulé 2005-2006     | - Cerro Porteño - Champion du Paraguay 2005 - Club Libertad - Vainqueur du barrage pré-Sudamericana - Universidad San Martin - 4e du classement cumulé 2005 - Club Coronel Bolognesi - 5e du classement cumulé 2005 - Club Nacional de Football - Champion d'Uruguay 2005-2006 - Central Español - 4e de la Liguilla 2005-2006 - Carabobo FC - 4e du classement cumulé 2005-2006 - Mineros de Guayana - 5e du classement cumulé 2005-2006     | - Cerro Porteño - Champion du Paraguay 2005 - Club Libertad - Vainqueur du barrage pré-Sudamericana - Universidad San Martin - 4e du classement cumulé 2005 - Club Coronel Bolognesi - 5e du classement cumulé 2005 - Club Nacional de Football - Champion d'Uruguay 2005-2006 - Central Español - 4e de la Liguilla 2005-2006 - Carabobo FC - 4e du classement cumulé 2005-2006 - Mineros de Guayana - 5e du classement cumulé 2005-2006     | - Cerro Porteño - Champion du Paraguay 2005 - Club Libertad - Vainqueur du barrage pré-Sudamericana - Universidad San Martin - 4e du classement cumulé 2005 - Club Coronel Bolognesi - 5e du classement cumulé 2005 - Club Nacional de Football - Champion d'Uruguay 2005-2006 - Central Español - 4e de la Liguilla 2005-2006 - Carabobo FC - 4e du classement cumulé 2005-2006 - Mineros de Guayana - 5e du classement cumulé 2005-2006     | - Cerro Porteño - Champion du Paraguay 2005 - Club Libertad - Vainqueur du barrage pré-Sudamericana - Universidad San Martin - 4e du classement cumulé 2005 - Club Coronel Bolognesi - 5e du classement cumulé 2005 - Club Nacional de Football - Champion d'Uruguay 2005-2006 - Central Español - 4e de la Liguilla 2005-2006 - Carabobo FC - 4e du classement cumulé 2005-2006 - Mineros de Guayana - 5e du classement cumulé 2005-2006     | - Cerro Porteño - Champion du Paraguay 2005 - Club Libertad - Vainqueur du barrage pré-Sudamericana - Universidad San Martin - 4e du classement cumulé 2005 - Club Coronel Bolognesi - 5e du classement cumulé 2005 - Club Nacional de Football - Champion d'Uruguay 2005-2006 - Central Español - 4e de la Liguilla 2005-2006 - Carabobo FC - 4e du classement cumulé 2005-2006 - Mineros de Guayana - 5e du classement cumulé 2005-2006     | - Cerro Porteño - Champion du Paraguay 2005 - Club Libertad - Vainqueur du barrage pré-Sudamericana - Universidad San Martin - 4e du classement cumulé 2005 - Club Coronel Bolognesi - 5e du classement cumulé 2005 - Club Nacional de Football - Champion d'Uruguay 2005-2006 - Central Español - 4e de la Liguilla 2005-2006 - Carabobo FC - 4e du classement cumulé 2005-2006 - Mineros de Guayana - 5e du classement cumulé 2005-2006     | - Cerro Porteño - Champion du Paraguay 2005 - Club Libertad - Vainqueur du barrage pré-Sudamericana - Universidad San Martin - 4e du classement cumulé 2005 - Club Coronel Bolognesi - 5e du classement cumulé 2005 - Club Nacional de Football - Champion d'Uruguay 2005-2006 - Central Español - 4e de la Liguilla 2005-2006 - Carabobo FC - 4e du classement cumulé 2005-2006 - Mineros de Guayana - 5e du classement cumulé 2005-2006     |

## Phase préliminaire
Six équipes sont qualifiées d'office pour les huitièmes de finale et ne disputent pas cette phase préliminaire : il s'agit des Argentins du CA Boca Juniors (tenant du titre), du CA River Plate et du Gimnasia La Plata, des équipes mexicaines CF Pachuca et Deportivo Toluca ainsi que du LD Alajuelense en provenance du Costa Rica. La phase préliminaire se dispute entre le 22 août et le 21 septembre 2006.

### Premier tour
Les clubs engagés au premier tour affrontent l'autre formation du même pays.
| Équipe 1                  | Résultat      | Équipe 2               | Aller | Retour |
| ------------------------- | ------------- | ---------------------- | ----- | ------ |
| Deportes Tolima           | 4 - 2         | Independiente Medellín | 3 - 1 | 1 - 1  |
| Mineros de Guayana        | 6 - 1         | Carabobo FC            | 3 - 0 | 3 - 1  |
| Club Coronel Bolognesi    | 3e - 3        | Universidad San Martin | 1 - 0 | 2 - 3  |
| Club Deportivo Huachipato | 3 - 3 3-5 tab | CSD Colo Colo          | 1 - 2 | 2 - 1  |
| Universitario de Sucre    | 5 - 4         | Club Bolívar           | 2 - 2 | 3 - 2  |
| LDU Quito                 | 3 - 4         | El Nacional Quito      | 2 - 3 | 1 - 1  |
| Club Libertad             | 4 - 1         | Cerro Porteño          | 3 - 1 | 1 - 0  |
| Central Español           | 0 - 1         | Nacional Montevideo    | 0 - 1 | 0 - 0  |

### Second tour
Les formations argentines et brésiliennes entrent en lice. Elles doivent obligatoirement s'affronter entre elles.
| Équipe 1               | Résultat      | Équipe 2              | Aller | Retour |
| ---------------------- | ------------- | --------------------- | ----- | ------ |
| CA San Lorenzo         | 2 - 1         | CA Banfield           | 2 - 1 | 0 - 0  |
| CA Lanús               | 3 - 0         | Vélez Sársfield       | 2 - 0 | 1 - 0  |
| CR Vasco da Gama       | 1 - 4         | Corinthians São Paulo | 0 - 1 | 1 - 3  |
| Santos FC              | 1 - 1 4-3 tab | Cruzeiro EC           | 1 - 0 | 0 - 1  |
| Botafogo FR            | 2 - 2 2-4 tab | Fluminense FC         | 1 - 1 | 1 - 1  |
| Paraná Clube           | 1 - 4         | Atlético Paranaense   | 1 - 3 | 0 - 1  |
| Club Coronel Bolognesi | 2 - 2e        | CSD Colo Colo         | 2 - 1 | 0 - 1  |
| Universitario de Sucre | 2 - 5         | El Nacional Quito     | 1 - 3 | 1 - 2  |
| Club Libertad          | 2 - 4         | Nacional Montevideo   | 1 - 2 | 1 - 2  |
| Deportes Tolima        | 2e - 2        | Mineros de Guayana    | 0 - 0 | 2 - 2  |

## Phase finale à élimination directe
Les vainqueurs de la phase préliminaire ainsi que les clubs exempts de cette phase se rencontrent en matchs aller-retour à élimination directe.

### Huitièmes de finale
| Équipe 1                  | Résultat      | Équipe 2            | Aller | Retour |
| ------------------------- | ------------- | ------------------- | ----- | ------ |
| Club Nacional de Football | 3 - 3 3-1 tab | CA Boca JuniorsT    | 2 - 1 | 1 - 2  |
| CA River Plate            | 2 - 3         | Atlético Paranaense | 0 - 1 | 2 - 2  |
| Corinthians São Paulo     | 2 - 4         | CA Lanús            | 0 - 0 | 2 - 4  |
| Deportes Tolima           | 3 - 6         | CF Pachuca          | 2 - 1 | 1 - 5  |
| LD Alajuelense            | 2 - 11        | CSD Colo Colo       | 0 - 4 | 2 - 7  |
| Fluminense FC             | 1 - 3         | Gimnasia La Plata   | 1 - 1 | 0 - 2  |
| CA San Lorenzo            | 3 - 1         | Santos FC           | 3 - 0 | 0 - 1  |
| Deportivo Toluca          | 3 - 0         | El Nacional Quito   | 1 - 0 | 2 - 0  |

### Quarts de finale
| Équipe 1            | Résultat | Équipe 2            | Aller | Retour |
| ------------------- | -------- | ------------------- | ----- | ------ |
| Nacional Montevideo | 2 - 6    | Atlético Paranaense | 1 - 2 | 1 - 4  |
| CA Lanús            | 2 - 5    | CF Pachuca          | 0 - 3 | 2 - 2  |
| CSD Colo Colo       | 6 - 1    | Gimnasia La Plata   | 4 - 1 | 2 - 0  |
| CA San Lorenzo      | 3 - 3e   | Deportivo Toluca    | 3 - 1 | 0 - 2  |

### Demi-finales
| Équipe 1            | Résultat | Équipe 2         | Aller | Retour |
| ------------------- | -------- | ---------------- | ----- | ------ |
| Atlético Paranaense | 1 - 5    | CF Pachuca       | 0 - 1 | 1 - 4  |
| CSD Colo Colo       | 4 - 1    | Deportivo Toluca | 2 - 1 | 2 - 0  |

### Finale
| Finale aller     | CF Pachuca  | 1 – 1 | CSD Colo Colo | Estadio Hidalgo, Pachuca    |                             |
| 30 novembre 2006 | Chitiva 27e |       | 50e Suazo     | Arbitrage : Roberto Silvera | Arbitrage : Roberto Silvera |

| Finale retour    | CSD Colo Colo | 1 - 2 | CF Pachuca                  | Estadio Nacional de Chile, Santiago              |                                                  |
| 13 décembre 2006 | Suazo 35e     |       | 53e Caballero · 72e Giménez | Spectateurs : 55 000 Arbitrage : Héctor Baldassi | Spectateurs : 55 000 Arbitrage : Héctor Baldassi |

| Vainqueur de la Copa Sudamericana 2006 |
| -------------------------------------- |
| Drapeau du Mexique                     |
| CF Pachuca Premier titre               |